# Married to the Game
Married To The Game – piętnasty album studyjny amerykańskiego rapera Too Shorta. Trafił do sprzedaży w październiku 2003 roku.
Album nie został dobrze odebrany przez fanów, którzy zarzucali Too $hortowi odejście od charakterystycznego dla poprzednich płyt stylu. W Married To The Game widać wyraźny wpływ hip-hopu z południa Stanów Zjednoczonych, co jest wynikiem współpracy z takimi wykonawcami jak Lil Jon, którzy udzielają się na albumie.

## Lista utworów
| #  | Tytuł                     | Producent | Goście                              |
| -- | ------------------------- | --------- | ----------------------------------- |
| 1  | „Choosin'”                | Jazze Pha | Jagged Edge, Jazze Pha, Keri Hilson |
| 2  | „What She Gonna Do?”      | Ant Banks | Dionne Denham                       |
| 3  | „That's How It Goes Down” | Lil Jon   | Oobie                               |
| 4  | „You Can't Fuck With Us”  | Lil Jon   | N.O.R.E., Petey Pablo               |
| 5  | „Shake That Monkey”       | Lil Jon   | Lil Jon & the East Side Boyz        |
| 6  | „Burn Rubber”             | Lil Jon   |                                     |
| 7  | „Hey, Let's Go”           | Lil Jon   | Cutty Cartel, Devin the Dude        |
| 8  | „Pimpandho.com”           | Dez       | YTCracker                           |
| 9  | „Hobo Hoeing”             | Dez       | Dez                                 |
| 10 | „Get It”                  | Dez       |                                     |
| 11 | „Married To The Game”     | Dez       |                                     |
| 12 | „California Girls”        | Dez       | Dez                                 |
| 13 | „What’s A Pimp?”          | Dez       | Shanell Woodgett, Val Young         |
| 14 | „Don't Act Like That”     | Dez       | Val Young                           |
| 15 | „Short Short”             | Dez       | Dez, Jerry Perkins                  |

## Pozycje na listach

### Album
| Rok  | Album               | Notowanie     | Notowanie              |
| Rok  | Album               | Billboard 200 | Top R&B/Hip Hop Albums |
| 2001 | Married To The Game | #49           | #7                     |

### Single
| Rok  | Utwór               | Notowanie         | Notowanie             | Notowanie      | Notowanie |
| Rok  | Utwór               | Billboard Hot 100 | Hot R&B/Hip-Hop Songs | Hot Rap Tracks |           |
| 2004 | „Shake That Monkey” | #84               | #56                   | #23            |           |
| 2004 | „Choosin'”          | -                 | #61                   | -              |           |